# 愛知県道152号島村佐千原線
愛知県道152号島村佐千原線 （あいちけんどう152ごう しまむらさちはらせん）は、愛知県一宮市内を通る一般県道である。

## 概要

### 路線データ
- 起点：一宮市大字島村
- 終点：一宮市大字佐千原
- 路線延長：約2.2 km

起点は若栗神社の南東付近である。

## 沿革
- 1959年（昭和34年）12月15日：認定

## 地理

### 通過する自治体
- 愛知県
  - 一宮市

### 交差する道路
- 愛知県道175号江南木曽川線（島村交差点）
- 愛知県道193号大垣江南線（佐千原交差点）

### 沿線
- 若栗神社
- 葉栗郵便局
- 愛知県警察一宮警察署葉栗交番
- 島村公民館
- 一宮自動車学校
- 一宮市水道部佐千原浄水場
- 佐千原公民館